# Монон (Індіана)
Монон (англ. Monon) — місто (англ. town) в США, в окрузі Вайт штату Індіана. Населення — 1919 осіб (2020).

## Географія
Монон розташований за координатами 40°51′51″ пн. ш. 86°52′43″ зх. д. / 40.86417° пн. ш. 86.87861° зх. д. (40.864142, -86.878709).  За даними Бюро перепису населення США в 2010 році місто мало площу 1,46 км², уся площа — суходіл. В 2017 році площа становила 2,29 км², уся площа — суходіл.

## Демографія
Згідно з переписом 2010 року, у місті мешкало 1777 осіб у 600 домогосподарствах у складі 420 родин. Густота населення становила 1217 осіб/км².  Було 682 помешкання (467/км²).
Расовий склад населення:
| - 77,2 % — білих - 0,6 % — чорних або афроамериканців - 0,4 % — корінних американців - 0,2 % — азіатів - 18,9 % — осіб інших рас |

До двох чи більше рас належало 2,9 %. Частка іспаномовних становила 28,4 % від усіх жителів.
За віковим діапазоном населення розподілялося таким чином: 32,9 % — особи молодші 18 років, 54,8 % — особи у віці 18—64 років, 12,3 % — особи у віці 65 років та старші. Медіана віку мешканця становила 31,8 року. На 100 осіб жіночої статі у місті припадало 98,1 чоловіків;  на 100 жінок у віці від 18 років та старших — 96,2 чоловіків також старших 18 років.
Середній дохід на одне домашнє господарство  становив 49 463 долари США (медіана — 35 542), а середній дохід на одну сім'ю — 46 205 доларів (медіана — 35 833). Медіана доходів становила 33 000 доларів для чоловіків та 23 958 доларів для жінок. За межею бідності перебувало 31,1 % осіб, у тому числі 52,3 % дітей у віці до 18 років та 5,5 % осіб у віці 65 років та старших.
Цивільне працевлаштоване населення становило 798 осіб. Основні галузі зайнятості: виробництво — 32,6 %, роздрібна торгівля — 13,9 %, освіта, охорона здоров'я та соціальна допомога — 12,8 %.